# Blaues Hawaii
Blaues Hawaii (Originaltitel Blue Hawaii) ist ein US-amerikanischer Musikfilm aus dem Jahr 1961. Es war der achte Spielfilm, in dem Elvis Presley eine Rolle übernahm und gilt als Presleys erfolgreichster Film. Das Titellied des Films ist der gleichnamige englische Titel Blue Hawaii.

## Handlung
Nach Beendigung seines zweijährigen Militärdienstes kommt Chad zurück nach Hawaii und wird von seiner Freundin Maile Duval am Flughafen abgeholt. Gemeinsam fahren sie zum Badestrand Wiki Wiki, an dem Chad eine Strandhütte besitzt. Auf dem Weg dorthin fragt Maile, ob Chad ihr denn während der zwei Jahre immer treu war und Chad antwortet: „Na, sagen wir fast immer.“ Anschließend singt er das Lied Almost Always True.
Als sie sich in der Strandhütte umgezogen haben und zum Schwimmen ins Wasser gehen, werden sie von einigen hawaiianischen Freunden entdeckt, die dort gerade im Boot sitzen und musizieren. Chad steigt ins Boot und singt Aloha ʻOe. Anschließend fragen die Freunde ihn, wie es in Neapel war und Chad sagt, dass er von dort ein Lied mitgebracht hat. Jetzt singt er No More.
Chad verbringt die nächsten fünf Tage in seiner Strandhütte und fährt nicht nach Hause, weil er genau weiß, was ihn dort erwartet: Seine Eltern wollen ihm in der familieneigenen Ananasplantage einen Job geben, während er etwas Eigenes auf die Beine stellen und Fremdenführer werden möchte.
An einem dieser Abende fährt er mit Maile zu ihrer Großmutter, die ihren 87. Geburtstag feiert. Chad überreicht der Oma als Geschenk eine Spieldose, die er aus Europa mitgebracht hat und die ein europäisches Liebeslied spielt. Zur Melodie der Spieldose singt er Can’t Help Falling in Love.
Nachdem seine Eltern in Erfahrung gebracht haben, dass Chad wieder auf Oahu ist, muss er sich zu Hause blicken lassen, weigert sich aber, einen Job in deren Great Southern Hawaiian Fruit Co. anzutreten. Bei der für ihn veranstalteten Welcome-Home-Party sieht seine Mutter zum ersten Mal seine Freundin Maile und hält sie für nicht standesgemäß. Um Maile vor einem längeren Gespräch mit den Eltern zu retten, stimmt die mit dem jungen Paar befreundete hawaiianische Band das Lied Rock-a-Hula Baby an, zu dem Chad auf die Bühne kommt und singt.
Am nächsten Morgen tritt Chad einen Job bei der Hawaiian Island Tours an, für die auch Maile arbeitet, und übernimmt eine Reisegruppe, die aus einer Lehrerin und vier Studentinnen besteht. Sie fahren gemeinsam im Auto zu einer Ananasplantage und singen Moonlight Swim. Am Abend besuchen sie gemeinsam eine Party und Chad singt das Lied Ku-u-i-po. Beim anschließenden Fischessen wird der Hawaiianer Ito nicht satt und hat nach sechs Portionen noch immer Hunger, was Chad mit dem Lied Ito Eats kommentiert. Unmittelbar darauf folgt die Tanznummer Slicin‘ Sand.
Am darauffolgenden Abend besucht die Reisegruppe eine Bar, in der Chad Hawaiian Sunset singt. Im Laufe des Abends kommt es zu einem Streit zwischen Chad und einem anderen Gast, was zunächst eine Schlägerei zwischen ihnen zur Folge hat und schließlich in einer Massenschlägerei endet. Alle Teilnehmer der Schlägerei werden daraufhin ins Gefängnis gesperrt und Chad singt in seinem Kummer das Lied Beach Boy Blues.
Nachdem sein Vater die Kaution gezahlt hat, kommt Chad frei und kann daher am nächsten Tag mit seiner Reisegruppe die „Liebesinsel“ Kauaʻi besuchen. Während eines Rundritts auf der Insel singen sie Kauai – Island Of Love.
In der darauffolgenden Nacht überstürzen sich die Ereignisse: Zunächst steht die Studentin Ellie Corbett auf und klopft an Chads Tür, um ihn zu verführen. Als er sie gerade des Zimmers verweisen will, klopfen zwei weitere Studentinnen, die ihren Morgenmantel bzw. ihr Parfum vermissen, die Ellie sich ohne ihr Wissen geborgt hat. Als Chad alle davon überzeugen kann, zurück in ihre Betten zu gehen, klopft es erneut an die Tür. Diesmal ist es die Lehrerin, Mrs. Prentice, die Chad mit freudestrahlendem Gesicht berichtet, dass sie in Hawaii die Liebe ihres Lebens gefunden hat. Chad befürchtet anhand ihrer überschwänglichen Freude, dass ihre Wahl auf ihn gefallen sein könnte und die auf der anderen Seite des Fensters mithörende Ellie befürchtet dasselbe. In ihrer Enttäuschung stiehlt sie einen Jeep, mit dem sie in hohem Tempo davonfährt. Zur selben Zeit legt Mrs. Prentice ihre Arme um Chads Schulter, als die auf dem Weg zu Chad befindliche Maile die beiden durchs Fenster sieht und aus dieser Situation ebenfalls die falschen Schlüsse zieht. Wütend tritt sie den Rückzug an, während die beiden Studentinnen an Chads Tür anklopfen und von Ellies Verhalten berichten. Um sie von einer Dummheit abzuhalten, fährt Chad ihr hinterher und findet sie am Meer, wo sie sich zu ertränken droht. Chad zieht sie aus dem Wasser und trägt sie an den Strand.
Beim gemeinsamen Frühstück am nächsten Morgen erfährt Chad, dass Mrs. Prentice sich in den älteren Jack Kelman verliebt hat. Als dieser ihm berichtet, dass Maile in einer sehr schlechten Verfassung zu sein scheint, eilt Chad zu seiner Freundin, die ihm vorwirft, ihn am vorigen Abend in Umarmung mit der Lehrerin gesehen zu haben. Als Chad ihr erzählt, dass Mrs. Prentice doch Jack Kelman liebt, schimpft Maile „Etwas Besseres fällt dir wohl nicht ein? Für wie dumm hältst du mich eigentlich?“ und verweist ihn des Raumes. Als sie später aus dem Fenster sieht und tatsächlich Mrs. Prentice und Jack Kelman in vertrauter Umarmung vorfindet, erkennt sie, dass Chad doch nicht gelogen hat. Nun ist der Weg frei für ihre Hochzeit, die mit dem Hawaiian Wedding Song zelebriert wird.

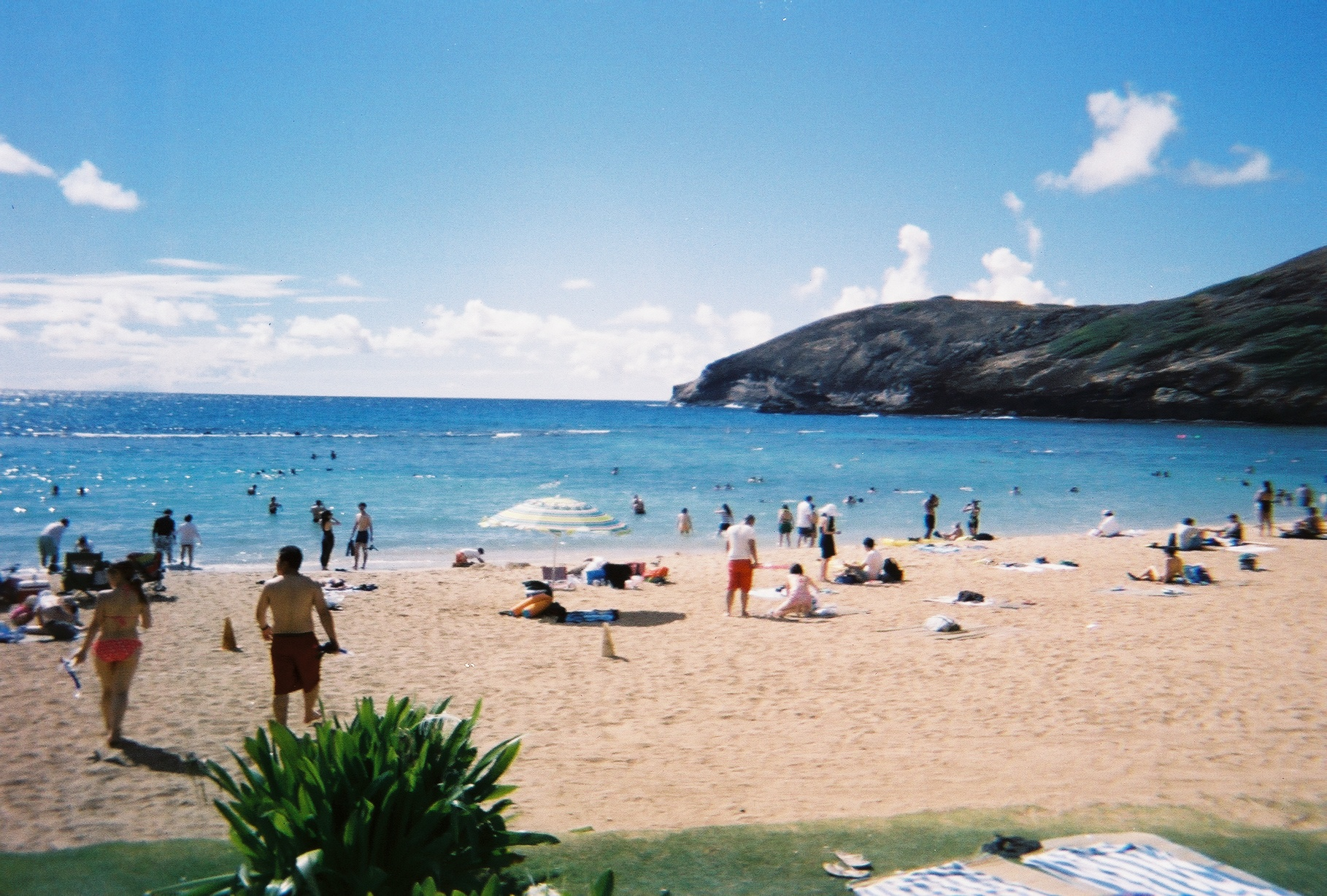
Die Hanauma Bay war einer der Drehorte des Films

## Drehorte
Der zwischen dem 17. März und 17. April 1961 innerhalb von nur einem Monat abgedrehte Film entstand an Originalschauplätzen wie dem Coco Palms Resort Hotel in Kapaʻa, der Coconut Coast und dem Hanauma Bay Beach Park.

## Anekdoten
Nachdem Ellie am Vorabend mit ihrer Kleidung ins Wasser gegangen ist, muss sie am nächsten Morgen beim gemeinsamen Frühstück niesen. Darauf wünschen ihr – auch in der englischen Originalfassung (!) – Chad und einige der Reiseteilnehmerinnen „Gesundheit!“. In der englischen Version erklärt Chad: „That’s good when you see how many friends you got. Sneeze, and then count the ‚Gesundheit‘.“ Das deutsche Wort wird tatsächlich von einigen Menschen in den USA verwendet, wobei die wenigsten Amerikaner dessen eigentliche Bedeutung kennen.

## Kritiken
„Das Nichts an Handlung ist Werbetour über die Hawaii-Inseln, die samt traditioneller Hochzeitszeremonie, Blumengirlanden und schönen Prospekten so häufig im Bild sind wie der King.“

„Leider war ‘Blue Hawaii’ so erfolgreich, dass er zum Blueprint aller folgenden Elvis-Filme wurde: bunt, kitschig, etwas exotisch - mit Musik und Mädels prall gefüllt und von Handlung dünn besiedelt. Seine hoffnungsvoll gestartete Filmkarriere begrub der King (bzw. sein Manager Colonel Parker) unter einem Blumenmeer. Was bleibt, ist fröhlicher Hulakitsch mit einem sehr relaxt wirkenden Star.“